# Skilanglauf-Scandinavian-Cup
Der Scandinavian Cup (dt. Skandinavien-Pokal) ist eine von der FIS ausgerichtete Rennserie im Skilanglauf.

## Allgemeines
Der Scandinavian Cup ist eine der derzeit neun Continental-Cup-Serien als Unterbau des Skilanglauf-Weltcups.
Start- und punkteberechtigt im Scandinavian Cup sind Athleten mit FIS-Lizenz aller Nationen; jedoch können nur Athleten aus den Staaten Dänemark, Estland, Finnland, Island, Lettland, Litauen, Norwegen und Schweden über ihre Platzierungen eine Weltcup-Teilnahme erreichen. Die Punktevergabe für Rennen des Scandinavian Cups entspricht der bei Weltcuprennen, d. h. die 30 bestplatzierten Athleten eines Rennens erhalten Punkte, beginnend vom Sieger mit 100 Punkten bis zum 30., der noch einen Punkt erhält (siehe FIS-Punktesystem).

## Ergebnisse der Gesamtwertung

### Männer
| Saison  | Erster                  | Zweiter                       | Dritter                 |
| ------- | ----------------------- | ----------------------------- | ----------------------- |
| 2004/05 | John Anders Gaustad     | Stig Rune Kveen               | Remi Andersen           |
| 2005/06 | Petter Northug          | Øystein Pettersen             | Fredrik Persson         |
| 2006/07 | Øystein Pettersen       | Krister Trondsen              | John Kristian Dahl      |
| 2007/08 | Hans Petter Lykkja      | Fredrik Östberg               | John Anders Gaustad     |
| 2008/09 | Roger Aa Djupvik        | Geir Ludvig Aasen Ouren       | Jesper Modin            |
| 2009/10 | Kristian Tettli Rennemo | Hans Petter Lykkja            | Sjur Røthe              |
| 2010/11 | Finn Hågen Krogh        | Hans Petter Lykkja            | Øyvind Gløersen         |
| 2011/12 | John Kristian Dahl      | Kristian Tettli Rennemo       | Fredrik Karlsson        |
| 2012/13 | Tomas Northug           | Snorri Einarsson              | Hans Christer Holund    |
| 2013/14 | Simen Østensen          | Daniel Myrmæl Helgestad       | Emil Iversen            |
| 2014/15 | Hans Christer Holund    | Mathias Rundgreen             | Sindre Bjørnestad Skar  |
| 2015/16 | Martin Løwstrøm Nyenget | Johan Hoel                    | Daniel Myrmæl Helgestad |
| 2016/17 | Håvard Solås Taugbøl    | Daniel Stock                  | Mathias Rundgreen       |
| 2017/18 | Martin Løwstrøm Nyenget | Eirik Sverdrup Augdal         | Daniel Stock            |
| 2018/19 | Mattis Stenshagen       | Daniel Stock                  | Harald Østberg Amundsen |
| 2019/20 | Gjøran Tefre            | Johan Hoel                    | Harald Østberg Amundsen |
| 2021/22 | Mattis Stenshagen       | Magne Haga Ole Jørgen Bruvoll |                         |
| 2022/23 | Harald Østberg Amundsen | Jan Thomas Jenssen            | Eirik Sverdrup Augdal   |
| 2023/24 | Emil Iversen            | Mattis Stenshagen             | Håvard Moseby           |
| 2024/25 | Mattis Stenshagen       | Edvard Sandvik                | Martin Kirkeberg Mørk   |

### Frauen
| Saison  | Erste                       | Zweite                    | Dritte                 |
| ------- | --------------------------- | ------------------------- | ---------------------- |
| 2004/05 | Ine Wigernæs                | Ann Eli Tafjord           | Marjo Korander         |
| 2005/06 | Katja Ruotsalainen Hiipakka | Annmari Viljanmaa         | Pirjo Porvari          |
| 2006/07 | Astrid Jacobsen             | Kati Venäläinen-Sundqvist | Susanne Nyström        |
| 2007/08 | Ingri Aunet Tyldum          | Sara Svendsen             | Karianne Bjellånes     |
| 2008/09 | Sara Svendsen               | Kristin Mürer Stemland    | Agnetha Åsheim         |
| 2009/10 | Ingvild Flugstad Østberg    | Marte Elden               | Eva Svensson           |
| 2010/11 | Heidi Weng                  | Britt Ingunn Nydal        | Astrid Øyre Slind      |
| 2011/12 | Martine Ek Hagen            | Maria Nysted Grønvoll     | Britt Ingunn Nydal     |
| 2012/13 | Kari Vikhagen Gjeitnes      | Tuva Toftdahl Staver      | Britt Ingunn Nydal     |
| 2013/14 | Kathrine Harsem             | Martine Ek Hagen          | Marthe Kristoffersen   |
| 2014/15 | Kathrine Harsem             | Silje Øyre Slind          | Silje Theodorsen       |
| 2015/16 | Barbro Kvåle                | Sofia Henriksson          | Jonna Sundling         |
| 2016/17 | Anna Dyvik                  | Tiril Udnes Weng          | Lotta Udnes Weng       |
| 2017/18 | Tiril Udnes Weng            | Lotta Udnes Weng          | Jonna Sundling         |
| 2018/19 | Anne Kjersti Kalvå          | Johanna Hagström          | Moa Lundgren           |
| 2019/20 | Julie Myhre                 | Linn Sömskar              | Maria Nordström        |
| 2021/22 | Marte Skaanes               | Karoline Simpson-Larsen   | Hedda Østberg Amundsen |
| 2022/23 | Moa Lundgren                | Tiril Liverud Knudsen     | Maren Wangensteen      |
| 2023/24 | Silje Theodorsen            | Nora Sanness              | Sigrid Leseth Føyen    |
| 2024/25 | Helene Marie Fossesholm     | Julie Bjervig Drivenes    | Evelina Crüsell        |